# Udo Proksch
Udo Rudolf Proksch (Pseudonym Serge Kirchhofer; * 29. Mai 1934 in Rostock; † 27. Juni 2001 in Graz) war ein österreichischer Unternehmer, Netzwerker, Designer und mehrfacher Mörder. Er wurde als Drahtzieher des Falls Lucona 1992 wegen sechsfachen Mordes verurteilt und war bis zu seinem Lebensende in der Strafanstalt Graz-Karlau inhaftiert.

## Leben

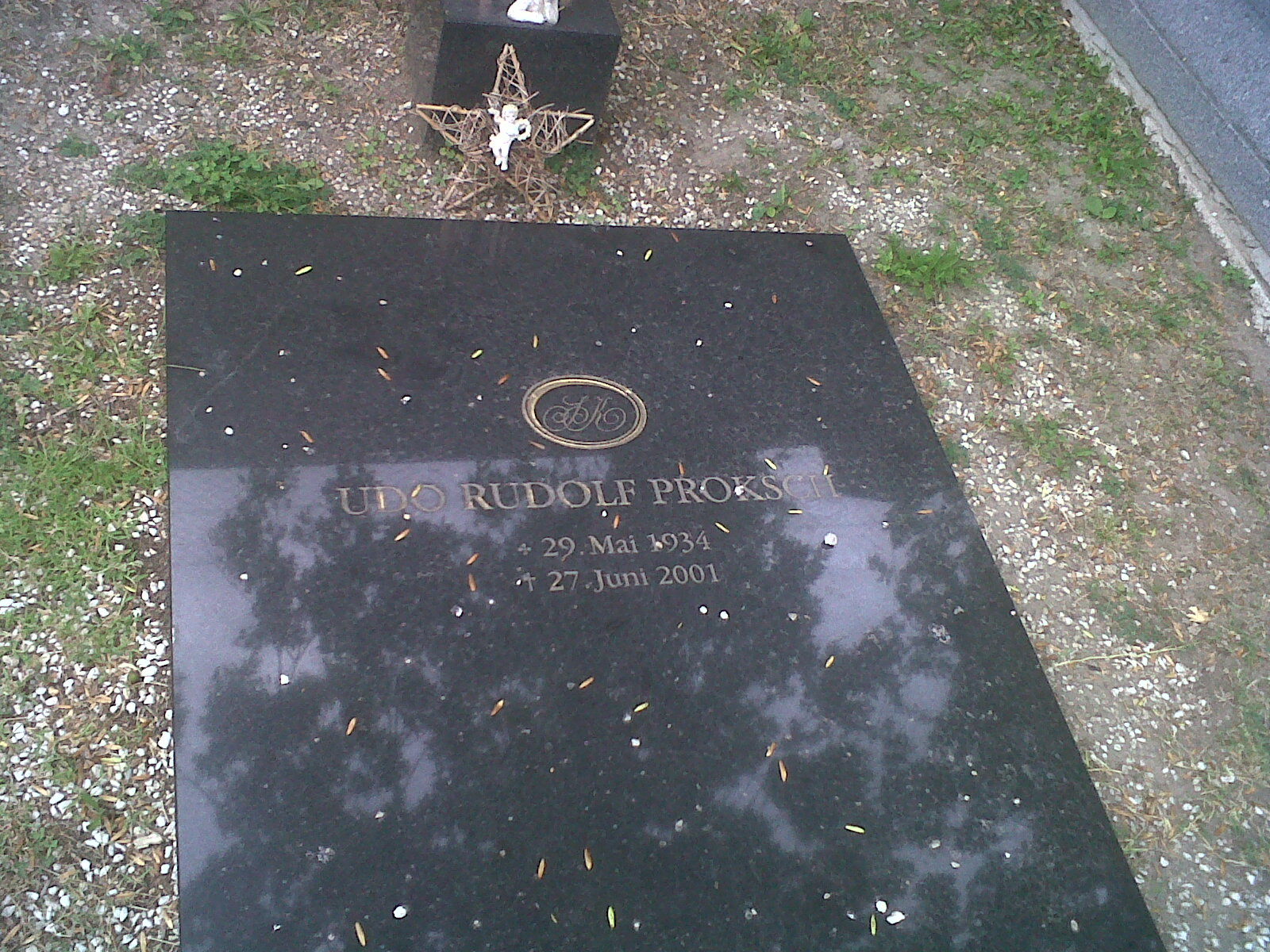
Grab von Udo Proksch auf dem Heiligenstädter Friedhof

Udo Prokschs Eltern Rudolf und Anna Elisabeth Proksch waren – auch nach dem Zweiten Weltkrieg – überzeugte Nationalsozialisten. Udo Proksch besuchte bis Kriegsende 1945 eine staatliche Oberschule für Jungen in Bischofshofen, ab dem Herbst selben Jahres die Hauptschule in Lend (Salzburg). Nach der Pflichtschule absolvierte er eine landwirtschaftliche Ausbildung und arbeitete als Schweinehirt. Sein Vater wurde interniert. Nach einem seiner Großväter ist die Rudolf-Proksch-Hütte, eine Berghütte, benannt.
Proksch galt als Enfant terrible der österreichischen Gesellschaft. Er sah sich als apolitisch, dennoch erklärte er, die Bourgeoisie zu hassen, obwohl er sich quer durch die europäische Oberschicht liierte und heiratete. Verheiratet war er 1962 bis 1967 mit der österreichischen Burgschauspielerin Erika Pluhar. Aus dieser Ehe ging eine Tochter, Anna Proksch (1962–1999), hervor, die an den Folgen eines Asthma-Anfalls starb. 1967 bis 1968 war er mit Richard Wagners Urenkelin Daphne Wagner und ab 1969 mit Ariane Glatz verheiratet. Glatz gebar im August 1969 einen wohl nicht von Proksch gezeugten Sohn, dem Proksch den Namen Stefan Drusius Ingomar gab, was sich laut Proksch zu Dr. Ing. abkürzen lassen sollte. Der Sohn starb im Alter von sechs Jahren bei einem Autounfall. Mit Cäcilie Salm-Reifferscheidt-Krautheim zeugte Proksch eine Tochter und einen Sohn; einer weiteren Beziehung entstammt ein 1981 geborener Sohn.
Proksch studierte 1954 bis 1958 einige Semester auf der Akademie für angewandte Kunst in der Meisterklasse für gewerblich-industrielle Entwürfe von Oswald Haerdtl.
Ab 1957 entwarf er als Designer und Art-Director der Firma Wilhelm Anger OHG (in Traun/OÖ bzw. Lützowgasse 12–14, Wien 14, Atelier Köllnerhofgasse in Wien) Brillen der Marken Serge Kirchhofer, Viennaline, Carrera und Porsche Design. Als Designer nannte er sich Serge Kirchhofer.
In den späten 1960er Jahren war Proksch gemeinsam mit zwei Mitgliedern des römisch-katholischen Opus Dei Herausgeber der Zeitschrift Analyse. Ab 1972 trat er als Serge Kirchhofer als Einzelprokurist bei der k.u.k. Hofzuckerbäckerei Demel auf.
Zu seinen Ideen gehörte etwa der 1969/1970 gegründete „Verein der Senkrechtbegrabenen“, der Tote in Plastikröhren einschweißen und senkrecht in die Erde stellen wollte, mit dem Ziel, die Plastikindustrie anzukurbeln und den Platzmangel auf Friedhöfen zu lösen. Mitglieder waren unter anderem Helmut Zilk, Prokschs erste Ehefrau Erika Pluhar, Hans Dichand und Helmut Qualtinger.
Eine andere Idee sah ein Sperrgebiet vor, in dem Männer mit echten Waffen und scharfer Munition Krieg „spielen“ können sollten – quasi ein kontrolliertes „Ausleben“ des von Udo Proksch behaupteten unausrottbaren Tötungstriebes im Manne. Durch seine guten Verbindungen zu Verteidigungsminister Karl Lütgendorf soll es ihm einmal möglich gewesen sein, in einem Kampfflugzeug über Wien mitzufliegen. Der von Proksch gegründete Verein CUM (Civil und Militär) erhielt auf Veranlassung desselben Ministers wiederholt ausgemusterte Flugzeuge und LKW aus Bundesheerbeständen als „Leihgaben“. Proksch führte auf dem Truppenübungsplatz Hochfilzen in Tirol wiederholt Sprengübungen unter der Aufsicht von Major Hans Edelmaier durch; hier kam er in den Besitz von Sprengstoff aus Beständen des österreichischen Bundesheeres.
Ab 1974 war Proksch Besitzer der Hofzuckerbäckerei Demel und Gründer des Clubs 45, einer Seilschaft von Politikern (vor allem von der SPÖ).

## Der Fall Lucona
1976 charterte er den Frachter Lucona, um eine auf 212 Millionen Schilling (15,4 Millionen Euro) versicherte angebliche Uranerzmühle zu verschiffen. Die Lucona sank am 23. Jänner 1977 im Indischen Ozean nach einer Explosion. Dabei starben sechs Menschen, sechs weitere Besatzungsmitglieder überlebten nur knapp. Die Bundesländer-Versicherung zahlte die Versicherungssumme nicht aus, da sie vermutete, die Lucona habe nur Schrott geladen. Wegen Prokschs hervorragender Beziehungen in die höchsten Kreise der Politik unternahmen die Ermittlungsbehörden lange Zeit nichts, um den Vorwürfen auf den Grund zu gehen. Erst am 15. Februar 1985 wurden Proksch und Hans Peter Daimler wegen Betrugsverdachts verhaftet, aber schon am 28. Februar wieder auf freien Fuß gesetzt.
Durch die Aufdeckungsarbeit der Journalisten Gerald Freihofner und Hans Pretterebner, dessen Buch Der Fall Lucona im Dezember 1987 erschien, und Prokschs anschließende Flucht Anfang 1988 begann die Aufarbeitung des Lucona-Skandals, der in Österreich als „Jahrhundertskandal“ gilt. Er führte unter anderem zum Rücktritt des Nationalratspräsidenten Leopold Gratz (SPÖ) und des Innenministers Karl Blecha (SPÖ), weil sie Prokschs Freilassung aus der Untersuchungshaft bewirkt hatten. Proksch wurde nach einer Flucht nach Asien (inkl. Gesichtsoperation in Manila) und durch halb Europa am 2. Oktober 1989 (unter dem Namen Alfred Semrad) auf dem Flughafen Wien-Schwechat verhaftet.
Ein Tiefseetauchteam mit Roboter entdeckte schließlich das Wrack auf dem Meeresgrund, die Aufnahmen der Explosionsstelle bestätigten die Vorwürfe der Anklage. Bei diesen Ermittlungen stellte sich auch heraus, dass die angebliche Uranerzaufbereitungsanlage eine große Kunststoffextruderanlage zur Ummantelung von Fernwärmerohren war. Diese erste und einzigartige Anlage konstruierte und baute die Firma Cincinnati Milacron, Wien-Penzing, um Fernwärme auch am österreichischen Markt zu platzieren. Sie wurde jedoch nie in Betrieb genommen. Udo Proksch wusste von der Anlage, da er seinerzeit für die Herstellerfirma gearbeitet hatte, und erwarb sie acht Jahre nach der Erstellung zum Schrottwert.
Nach einem der längsten Prozesse der Zweiten Republik wurde Proksch im Jahre 1992 wegen sechsfachen Mordes und sechsfachen Mordversuchs zu lebenslanger Haft verurteilt. Er starb in der Haft an den Folgen einer Herztransplantation. Er wurde auf dem Heiligenstädter Friedhof (Teil A, Gruppe TO, Nummer 26B) in Wien begraben.

## Auszeichnungen
- 1956: Italienischer Modepreis in Venedig, Entwürfe für Druckstoffe
- 1960: Silbermedaille Triennale Italien für Industrieentwurf, für Modelle von Viennaline
- 1965: Staatspreis durch das Österr. Institut für Verpackungswesen und durch das Österreichische Handelsministerium
- 1964: EURO=STAR: Europäischer Verpackungswettbewerb
- 1965: EURO=STAR

## Weitere Medien
- 1993 erschien der Film Der Fall Lucona, in dem Proksch, umbenannt in Rudi Waltz, von David Suchet gespielt wird.
- 2004 wird das Musical Udo 77 von der Wiener Künstlergruppe monochrom aufgeführt (Regie: Johannes Grenzfurthner)
- 2009 strahlt Österreich 1 anlässlich des 75. Geburtstags von Udo Proksch das von Doris Stoisser gestaltete Feature Der Mann, der sich Serge nannte aus.[8]
- 2010 erschien die Dokumentation Udo-Proksch-Out of Control von Robert Dornhelm.[9]